# Каапиранга

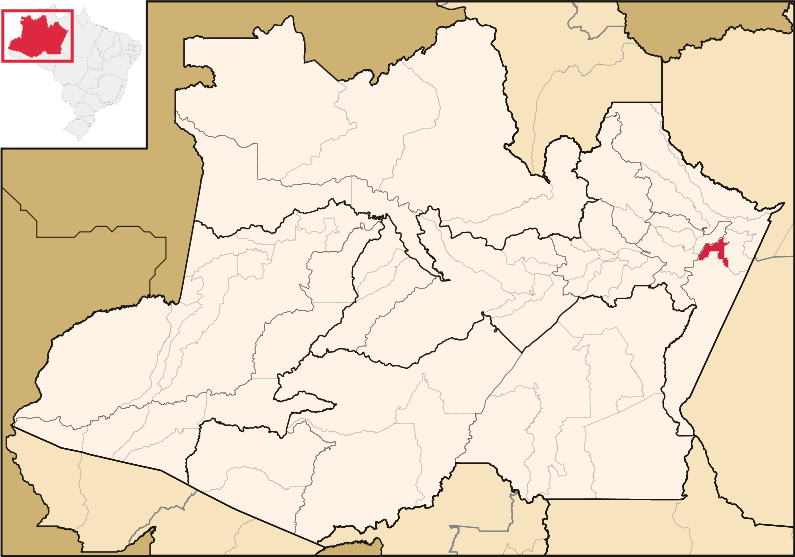
Каапиранга на карте штата.

Каапиранга (порт. Caapiranga) — муниципалитет в Бразилии, входит в штат Амазонас. Составная часть мезорегиона Центр штата Амазонас. Входит в экономико-статистический микрорегион Коари. Население составляет 10 975 человек на 2010 год. Занимает площадь 9456,618 км². Плотность населения — 1,16 чел./км².

## Границы
Муниципалитет граничит:
- на севере — муниципалитет Нову-Айран
- на востоке — муниципалитет Манакапуру
- на юге — муниципалитет Анаман
- на юго-западе — муниципалитет Кодажас

## Демография
Согласно сведениям, собранным в ходе переписи 2010 г. Национальным институтом географии и статистики (IBGE), население муниципалитета составляет:
| Полное население                               | Полное население                               | Полное население                               | Полное население                               | 10 975 |
| ---------------------------------------------- | ---------------------------------------------- | ---------------------------------------------- | ---------------------------------------------- | ------ |
| в том числе:                                   | Городское население                            | 5140                                           | Процент городского населения, %                | 46,83  |
|                                                | Сельское население                             | 5835                                           | Процент сельского населения, %                 | 53,17  |
|                                                | Мужское население                              | 5812                                           | Процент мужского населения, %                  | 52,96  |
|                                                | Женское население                              | 5163                                           | Процент женского населения, %                  | 47,04  |
| Плотность населения, чел/км²                   | Плотность населения, чел/км²                   | Плотность населения, чел/км²                   | Плотность населения, чел/км²                   | 1,16   |
| Население муниципалитета в % к населению штата | Население муниципалитета в % к населению штата | Население муниципалитета в % к населению штата | Население муниципалитета в % к населению штата | 0,32   |

По оценке 2015 года, население муниципалитета составляло 12 420 жителей.

## Важнейшие населенные пункты
| № | Населённый пункт | Населённый пункт (порт.) | Категория | Население чел. (2010) | На карте                       |
| - | ---------------- | ------------------------ | --------- | --------------------- | ------------------------------ |
| 1 | Каапиранга       | Caapiranga               | город     | 5140                  | 3°19′43″ ю. ш. 61°12′42″ з. д. |
| 2 | Кампина          | Campina                  | поселок   | 1084                  | 3°18′40″ ю. ш. 61°06′55″ з. д. |
| 3 | Арарас           | Araras                   | поселок   | 1051                  | 3°24′53″ ю. ш. 61°22′03″ з. д. |